# Beast King GoLion
Beast King GoLion (百獣王ゴライオン, Hyaku Jūō Goraion) est un anime japonais réalisé par Katsuhito Taguchi du studio Toei Animation. Il est diffusé entre le 4 mars 1981 et le 24 février 1982 sur TV Tokyo, totalisant 52 épisodes.

## Synopsis
L'histoire se déroule en 1999, quand la planète Altea est asservie par l'Empire Galra. Pendant ce temps, cinq astronautes (Akira Kogane, Takashi Shirogane, Isamu Kurogane, Tsuyoshi Seidou et Hiroshi Suzuichi) retournent sur Terre de leur exploration spatiale. Cependant, c'est l'apocalypse à cause d'une guerre nucléaire, la Troisième Guerre Mondiale. Soudainement, les explorateurs sont capturés par l'Empire Galra, et ils sont contraints de se battre dans l'arène de l'Empereur Daibazaal.
Les cinq jeunes explorateurs réussissent à s'échapper, et atterrissent sur la planète Altea où ils découvrent le secret du robot GoLion, la seule arme assez puissante pour détruire les forces de l'Empereur Daibazaal.
Des milliers d'années auparavant, GoLion était un robot arrogant qui, après avoir battu des créatures nommées Deathblack Beastmen, a essayé de combattre la déesse de l'univers mais a échoué. Elle lui a appris l'humilité en le séparant en cinq robots lion qui sommeillent sur Altea en attendant que des personnes les réveillent de nouveau pour combattre les forces du mal.
La princesse Altea, Fala, recrute les cinq astronautes pour qu'ils deviennent les nouveaux pilotes du GoLion et l'aident à combattre l'Empire Galra.

## Liste des épisodes
Les 20 derniers épisodes n'ont pas été diffusés au Japon.
| No | Titre français                            | Titre japonais             | Titre japonais                     | Date de 1re diffusion |
| No | Titre français                            | Kanji                      | Rōmaji                             | Date de 1re diffusion |
| -- | ----------------------------------------- | -------------------------- | ---------------------------------- | --------------------- |
| 01 | S'évader du château d'esclaves            | 奴隷城からの脱出           | Dorei-jô kara no dasshutsu         | 4 mars 1981           |
| 02 | La planète fantôme en ruine               | 死滅した幻の星             | Shimetsushita maboroshi no hoshi   | 11 mars 1981          |
| 03 | Un fantôme et les cinq clés               | 亡霊と五つの鍵             | Bôrei to itsutsu no kagi           | 18 mars 1981          |
| 04 | Résurrection du géant légendaire          | 伝説巨人の復活             | Densetsu kyojin no fukkatsu        | 25 mars 1981          |
| 05 | Forteresse pour la nouvelle lutte         | 新しき戦いの砦             | Atarashiki tatakai no toride       | 1er avril 1981        |
| 06 | Mort de Shirogane le héros                | 勇者銀しろがねの死         | Yûsha Shirogane no shi             | 8 avril 1981          |
| 07 | La bataille de la belle princesse         | 美しき姫の戦い             | Utsukushiki hime no tatakai        | 15 avril 1981         |
| 08 | Lion bleu volé                            | 盗まれた青獅子             | Nusumare burû raion                | 22 avril 1981         |
| 09 | La fille du Pays du Mal                   | 悪魔の国の少女             | Akuma no kuni no shôjo             | 29 avril 1981         |
| 10 | Le secret du lion blanc                   | 白ライオンの秘密           | Shiroi raion no himitsu            | 6 mai 1981            |
| 11 | La pluie rouge de l'enfer                 | 地獄の赤い雨               | Jigoku no akai ame                 | 13 mai 1981           |
| 12 | Les méfaits de l'empereur                 | 大帝王の悪業               | Daiteiô no akugyô                  | 20 mai 1981           |
| 13 | Présentation de la belle Honerva          | 美女ホネルバ出現           | Bijo honeruba shutsugen            | 27 mai 1981           |
| 14 | Le prince héritier de l'enfer             | 地獄の皇太子               | Jigoku no ôtaishi                  | 3 juin 1981           |
| 15 | Surmonter le fantôme de Shirogane         | しろがねの幻を乗越えろ     | Shirogane no maboroshi o norikoero | 10 juin 1981          |
| 16 | Le pont légendaire de l'amour             | 伝説の愛の橋               | Densetsu no ai no hashi            | 17 juin 1981          |
| 17 | Défi de l'espace                          | 宇宙の挑戦状               | Uchû no tôsenjô                    | 24 juin 1981          |
| 18 | Des pas dans la forêt de la peur          | 恐怖の森の足音             | Kyôfu no mori no ashioto           | 1er juillet 1981      |
| 19 | Le mystère du château fantôme             | 謎の幽霊城                 | Nazo no yûreijô                    | 8 juillet 1981        |
| 20 | Au revoir, Terre                          | さようなら地球             | Sayônara chikyû                    | 15 juillet 1981       |
| 21 | La planète sœur d'Altea                   | アルテアの姉弟きょうだい星 | Arutea no kyôdai-hoshi             | 22 juillet 1981       |
| 22 | Fleurs de l'espace fantôme                | 幻の宇宙花                 | Maboroshi no uchû-bana             | 29 juillet 1981       |
| 23 | Vendredi 13                               | 十三日の金曜日             | Jûsan-nichi no kin'yôbi            | 5 août 1981           |
| 24 | Cherchez les petites ombres               | 小さな影を探せ             | Chiisana no kage o sagase          | 12 août 1981          |
| 25 | Détruisez le canon géant !                | 巨大砲を破壊せよ           | Kyodai-hô o hakaiseyo              | 19 août 1981          |
| 26 | Vaincre l'ennemi invisible                | 見えない敵を倒せ           | Mienai teki o taose                | 26 août 1981          |
| 27 | Berceuse de l'homme - bête géant          | 巨大獣人の子守歌           | Kyodai jûjin no komoriuta          | 2 septembre 1981      |
| 28 | L'anniversaire du démon                   | 悪魔の誕生日               | Akuma no tanjôbi                   | 9 septembre 1981      |
| 29 | Viens un ciel de feu                      | 火の空が迫る               | Hi no sora ga semaru               | 16 septembre 1981     |
| 30 | L'amour sombre du prince impérial         | 皇太子の黒い恋             | Kôtaishi no kuroi koi              | 23 septembre 1981     |
| 31 | Le redoutable Mecha Beastman              | 恐怖のメカ獣人             | Kyôfu no meka jûjin                | 30 septembre 1981     |
| 32 | Voici ! Le coup de poing de 100 tonnes    | 見よ百トンパンチ           | Miyo hyaku-ton panchi              | 7 octobre 1981        |
| 33 | Terreur des grenouilles de l'espace       | 宇宙ガエルの恐怖           | Uchû-gaeru no kyôfu                | 14 octobre 1981       |
| 34 | Opération souterraine                     | 地下潜行作戦               | Chika senkô sakusen                | 21 octobre 1981       |
| 35 | Protégez le terrain de football           | サッカー場を守れ           | Sakkâ-jô o mamore                  | 28 octobre 1981       |
| 36 | Combat mortel de la lumière et de l'ombre | 光と影の死闘               | Hikari to kage no shitô            | 4 novembre 1981       |
| 37 | Démon de la vitesse de l'espace           | 宇宙のスピード狂           | Uchû no supiido-kyô                | 11 novembre 1981      |
| 38 | La chasse au GoLion                       | ゴライオン狩り             | Goraion-gari                       | 18 novembre 1981      |
| 39 | Le piège planétoïde d'hyper gravité       | 超重力星のわな             | Chô-jûryoku no wana                | 25 novembre 1981      |
| 40 | Pas de demain pour Altea                  | 明日なきアルテア           | Asunaki arutea                     | 2 décembre 1981       |
| 41 | Le brave frère de Shirogane               | 勇者銀しろがねの弟         | Yûsha shirogane otôto              | 9 décembre 1981       |
| 42 | La planète de sable de la mort            | 死を呼ぶ砂惑星             | Shi o yobu suna-wakusei            | 16 décembre 1981      |
| 43 | "Youth Suicide Corp" en colère            | 怒りの少年決死隊           | Ikari no shônen kesshitai          | 23 décembre 1981      |
| 44 | Le Serment de la planète Jarre            | ジャール星の誓い           | Jâru-sei no chikai                 | 30 décembre 1981      |
| 45 | La Grande Armée des Ténèbres              | 暗黒の大軍団               | Ankoku no daigundan                | 6 janvier 1982        |
| 46 | Bats-toi, souris de l'espace              | 宇宙鼡ガンバレ             | Uchû nezumi ganbare                | 13 janvier 1982       |
| 47 | Les sept planètes libres                  | 七つの自由な星             | Nanatsu no jiyûna hoshi            | 20 janvier 1982       |
| 48 | Réunion avec le fantôme                   | 幻との再会                 | Maboroshi to no saikai             | 27 janvier 1982       |
| 49 | Le dernier de Hys                         | ヒスの最後                 | Hisu no saigo                      | 3 février 1982        |
| 50 | La grande prise de Galra                  | ガルラへ大進撃             | Garura e daishingeki               | 10 février 1982       |
| 51 | La bataille désespérée de GoLion          | ゴライオン大苦戦           | Goraion daikusen                   | 17 février 1982       |
| 52 | Brûler le château de Galra                | 燃えろガルラ城             | Moero garura-jô                    | 24 février 1982       |

## Doublage
Liste des doubleurs japonais : 
- Akira Kogane (lion noir) : Kazuhiko Inoue

- Takashi Shirogane (lion bleu) :  Ryūsei Nakao

- Isamu Kurogane (lion rouge) : Yū Mizushima

- Tsuyoshi Seidou (lion jaune) : Tessho Genda

- Hiroshi Suzuichi (lion vert) : Masako Nozawa

- Princesse Fala : Rumiko Ukai
- Empereur Daibazaal : Kosei Tomita

## Autres informations
En 1984, Beast King GoLion a été réutilisée dans Voltron, une série télévisée d'animation américaine en 124 épisodes produite par Toei Animation et World Events Productions. Elle regroupe deux séries Voltron et Armored Fleet Dairugger XV, et connue du succès aux Etats-Unis.
En France, c'est en 1988 sur Antenne 2 dans Chaud les Glaçons que 26 épisodes ont été diffusés. Elle n'a pas connue de succès.
En 2016, un reboot de la série Voltron nommée Voltron, le défenseur légendaire sort, produit par DreamWorks et Netflix.